# أتول كيه
أتول كي (بالإنجليزية: Atoll K)‏ هو فيلم فرنسي / إيطالي مشترك أنتج عام 1951 — ومن أسمائه الأخرى روبنسن كروزولاند (بالإنجليزية: Robinson Crusoeland)‏ في المملكة المتحدة ويوتوبيا (بالإنجليزية: Utopia)‏ في الولايات المتحدة - وهو من تمثيل الفريق الكوميدي لوريل وهاردي في آخر ظهور لهم على الشاشة. شاركت بالتمثيل المغنية والممثلة الفرنسية سوزي ديلير وأخرجه ليو جوانون، وشارك في إخراجه (دون تسجيل اسمه) المخرج الأمريكي المدرج في القائمة السوداء [الإنجليزية] جون بيري.

## القصة
يستلم ستان ميراثا تركه له عمه الغني. لكن أغلب الميراث تلتهمه الضرائب والمصاريف القانونية، وكل ما تبقى هو يخت قديم وجزيرة خاصة في المحيط الهادي. يتوجه الثنائي صوب الجزيرة، ويصحبهم أنطوان، وهو لاجئ بلا وطن (ماكس إيلوي) وجيوفاني كوبيني، وهو بناء إيطالي متذمر (أدريانو ريمولدي).
في الرحلة البحرية، يعمل أنطوان كطباخ، لكن الطعام يختفي بشكل غامض من صحن ستان لأن المسافر المتهرب جيوفاني أخذه. ما جعل ستان يلوم أوليفر وتبدأ المشاحنة بينهما. يتعطل المحرك فجأة، فيزيل أوليفر أجزاء منه في محاولة لإصلاحه ويسلمها إلى ستان، الذي يضعها على السطح حيث تنزلق نحو البحر. يدرك أولي متأخرا أن خزان الوقود فارغ وأن جهوده كانت دون جدوى. يقوم الطاقم برفع الشراع بعد أن فقدوا المحرك، ويكتشفون جيوفاني يختبئ داخله.
يواجه الفريق عاصفة وتتحطم بهم السفينة على جزيرة معزولة ظهرت حديثا، ويسمونها «كروزولاند» على كتاب روبنسون كروزو الذي كان على يختهم. تنضم إليهم شيري لامور، وهي مغنية في نادي ليلي (سوزي ديلير) والتي تهرب من خطيبها الغيور جاك فرايزر، وينضم إليهم الملازم البحري (لويجي توسي). ويعلن الفريق الجزيرة جمهورية جديدة، وهاردي هو الرئيس. يكتبون دستورا جديدا يعلنون فيه أن جزيرتهم المرجانية ستكون بلا قوانين أو ضرائب أو دائرة هجرة.
كل شيء يجري على ما يرام حتى يصل خطيب المغنية ويؤكد أن الجزيرة غنية باليورانيوم. يتوجه الناس من جميع أنحاء العالم إلى الجزيرة، لكن الفوضى تعم المكان وتبدأ ثورة لإسقاط سكان الجزيرة الأصليين وإعدامهم. لكن قبل تنفيذ الإعدام، تضرب عاصفة أخرى الجزيرة وتغرقها. يتم إنقاذ لوريل وهاردي ويصلان إلى الجزيرة التي ورثها لوريل، فيكتشفون أنه تم الحجز عليها لعدم دفعهم الضرائب.

## فريق الممثلين
- ستان لوريل – ستان
- أوليفر هاردي – أولي
- سوزي ديلير – شيري لامور
- ماكس إيلوي - أنطوان
- بول فريز – أنطوان (الصوت في الدبلجة الإنجليزية)
- سوزيت مايس – السيدة دولان
- أدريانو ريمولدي – جيوفاني كوبيني
- لويجي توسي - الملازم أول جاك فرايزر
- مايكل دالملاتوف – أليكتو
- كلود ماي – الآنسة برينجل
- أندريه راندل - فينياس برامويل
- روبرت فاتييه - إيف بونفوي
- فيتوريو كابريولي - بيترو بولتروني
- لوسيان كالامان - مسؤول الميناء
- أوليفير أوسنو – السيد بونيه
- جولييلمو بارنابو - مدير جيوفاني
- فيليب ريشار - مدير نادي كاتاكوس
- فيليكس أودار – عمدة بابيت
- تيتيس – نائب العمدة
- بالمير لافاسور - زوجة العمدة
- روبرت مورزو – النقيب مايك دولان
- هنري كوت - الماسح
- شارل لا مونتييه – المسؤول
- موريس بييرا - المذيع الفرنسي
- هانز فيرنر – المذيع الألماني
- جين ماكسيم - البحار في مقهى كروسو
- نيكولاس أماتو - رايموند
- غاي هنري – تابع أليكتو
- جو دافراي – تابع أليكتو
- روجر ليغريس – هيغينز
- أوبير ديشامب - الشرطي على الجزيرة

## الإنتاج
في أواخر الأربعينات، لم يحصل لوريل وهاردي على أدوار كثيرة في الأفلام. وكانوا قد أنهوا شراكتهم الطويلة مع المنتج هال روتش في بداية العقد وقاموا بإنتاج أفلام شركات مثل فوكس وإم جي إم. ازدادت شعبيتهم في أوروبا ما بعد الحرب العالمية الثانية، حيث لم يستطع المعجبون أن يروا أفلامهم خلال زمن الحرب. لهذا تلقى الثنائي عرضا من تعاون سينمائي فرنسي إيطالي لبطولة فيلم سينتج في فرنسا بميزانية 1.5 مليون دولار، وهي ميزانية كبيرة وقتها.
ابتلي الإنتاج بالعديد من المشاكل التي جعلته يتمد بأكثر من المتوقع. ذكرت آيدا لوريل، أرملة ستان لوريل، للكاتب جون مكايب، «من الصعب جدا أن أنسي التاريخ توجهنا إلى فرنسا وتاريخ عودتنا – 1 أبريل 1950، و1 أبريل 1951. لكننا لم نرى كذبة أبريل في تلك السنة الفظيعة. من المفترض أن يستمر تصوير ذلك الفيلم اللعين اثني عشر إسبوعا، لكنه استمر اثني عشر شهرا».
كان هناك خلافات على نص الفيلم من البداية. لم يرتح لوريل للقصة التي تخيلها المخرج الفرنسي ليو جوانون وأصر على جلب ألفريد غولدينغ ومونتي كولينز للمساعدة في كتابة النص السينمائي (لم يتم ذكر أي منهما على الشاشة). كانت هناك أيضا مشاكل في التواصل، فلم يتكلم أي من لوريل أو هاردي الفرنسية وكان جوانون يجيد قليلا من الإنجليزية.
كما واجه الثنائي مشاكل صحية خطيرة. كان لوريل مصابا بالسكري، فتفاقم المرض لديه وأصيب بالتهاب القولون والزحار وقرحة في البروستاتا عندما كان في المواقع الفرنسية. وتطلب الأمر علاجه بالمستشفى،  وانتقدت أرملته لاحقا المستشفيات الفرنسية، وزعمت بأنه في إحدى الفترات، كانت تحل محل ممرضة غائبة وتقوم بتغيير ضمادات زوجها بنفسها. هبط وزن لوريل إلى 114 رطل (52 كغ)، وكان يعمل لفترات لا تزيد عن 20 أو 30 دقيقة.
أما هاردي فقد ازداد وزنه ليصل إلى 330 رطل (150 كغ) وهو في فرنسا، وتطلب عناية طبية بسبب إصابته بتليف القلب والإنفلونزا. ويضاف إلى هذا الممثل الإيطالي أدريانو ريمولدي، الذي لعب دور جيوفاني، فقد سقط من يخت وظل يتعافى لمدة شهر بعيدا عن الموقع.
ساءت علاقة لوريل وهاردي بالمخرج جوانون. زعمت آيدا لوريل لاحقا أن جوانون لم يكن كفوءا وكان يقضي ثلاثة أيام ليصور بحيرة لأنه «لم يرى بحيرة بمثل جاذبيتها التصويرية». في منتصف الإنتاج، تم جلب المخرج الأمريكي جون بيري بهدوء للعمل على الفيلم. كانت مسيرة بيري قد دمرت في أمريكا بعد إدراجه في قائمة هوليود السوداء وأراد البدء من جديد في فرنسا. لكن اشتراكه بقي طي الكتمان خوفا من ألا يسمح بعرض الفيلم في أمريكا. لم يتم الإقرار بمساهمة بيري حتى عام 1967، عندما ذكر مؤرخ الأفلام وليام إيفرسون مساهمة المخرج في كتابه، «أفلام لوريل وهاردي». لم يقر بيري علنا بعمله على الفيلم، إلا أن بطلة الفيلم سوزي ديلير أكدت دوره في الفيلم في مقابلة مع المؤرخ نوربيرت أيبينغ.

## الإصدار المسرحي
لم تكن هناك نسخة واحدة ومحددة من الفيلم، لكن كانت هناك أربعة نسخ مختلفة: النسخة الفرنسية باسم أتول كي بطول 93 دقيقة، النسخة الإيطالية بعنوان أتولو كي بطول 97 دقيقة، النسخة الإنجليزية بطول 82 دقيقة باسم روبنسون كروزولاند في المملكة المتحدة (يوتوبيا في الولايات المتحدة) ونسخة إنجليزية بطول 98 دقيقة عرضت فقط في ليلة الافتتاح في بريطانيا في سبتمبر 1951.
كانت التقييمات سيئة جدا في البلدان التي عرض فيها الفيلم. ذكرت صحيفة جورنال دو ديمانش الفرنسية: «ما الذي أغرى لوريل وهاردي في هذه الجزيرة؟ لسوء الحظ، لم تضف هذه المغامرة شيئا لشهرتهم.» كتب الناقد الإيطالي باولو لوكوري في مجلة هوليود، ذكر: «حضور ستان وأولي لم يكن كافيا لرفع الفيلم من قيمته المتواضعة.» ذكرت جريدة كينماتوغراف ويكلي البريطانية أن الفيلم «تعطل في فوضى من الكوميديا التهريجية الواضحة.» عرض الفيلم لاحقا في لوس أنجليس عام 1955 ضمن عرض مزدوج مع فيلم أدغال السبورات (بطولة غلين فورد وسيدني بواتييه)، وقال عنه ناقد لوس أنجليس تايمز: «يبدأ الفيلم ببضع ضحكات لكنه يسوء عندما يتقدم أكثر في القصة».

## حقوق النشر
على مر السنين، فسدت ثلاثة من النسخ الأربع المصدرة من الفيلم. لم يتم تجديد حقوق النشر الفيلم في أمريكا ودخلت النسخة بعنوان يوتوبيا تحت إطار الملكية العامية، ما أدى إلى إصدار طبعات عديدة ذات نوعية رديئة. وحتى فترة قريبة، كانت الطبعة الوحيدة المعروفة من النسخة الإنجليزية بطول 98 دقيقة تحت ملك خاص ولم تصدر إلى الفيديو. في 1 يناير 2012، عرضت محطة ARTE الفرنسية / الألمانية نسخة إنجليزية طولها 100 دقيقة من الفيلم. وهي مستندة على نسخة ثانية مكتشفة عام 2010 في الولايات المتحدة. وأصدرت على دي في دي عن طريق شركة فن فاكتوري في 3 يناير 2013.
بقي من النسخة الأيطالية بكرة بطول 85/88 دقيقة أصدرت على في إتش إس ودي في دي. بقيت النسخة الفرنسية سليمة، لكن لم تصدر للعامة إلا في نسخة واحدة على في إتش إس عام 1996. في 10 أكتوبر 2012، أصدرت النسخة الفرنسية للفيلم من قبل غومون دي لا ديماند على دي في دي.

## وصلات خارجية
- أتول كي على موقع IMDb (الإنجليزية)
- أتول كي على موقع روتن توميتوز (الإنجليزية)
- أتول كي على موقع نتفليكس (الإنجليزية)
- أتول كي على موقع ألو سيني (الفرنسية)
- أتول كي على موقع Turner Classic Movies (الإنجليزية)
- أتول كي على موقع أول موفي (الإنجليزية)
- أتول كي على موقع فيلمافينيتي (الإسبانية)
- أتول كي على موقع قاعدة بيانات الأفلام السويدية (السويدية)
- أتول كي على موقع قاعدة بيانات الفيلم (الإنجليزية)
- أتول كي على موقع ليتربوكسد (الإنجليزية)
- أتول كيه على موقع أول موفي.
- الفيلم متوفر للتحميل المجاني على أرشيف الإنترنت
- الفيلم كاملا على يوتيوب